# Frank van Borssele
Frank van Borssele was een hoge Zeeuwse edelman die leefde van circa 1395 tot 19 november 1470, die stadhouder van Holland en Zeeland was, maar die vooral bekend is geworden als vierde echtgenoot van de gravin Jacoba van Beieren.

## Levensloop
Frank van Borsele, tevens graaf van Oostervant en heer van Zuylen, had zijn hoofdkasteel in Sint-Maartensdijk. In 1422 erfde hij kasteel Zuylen maar nog datzelfde jaar werd het tijdens de Hoekse en Kabeljauwse twisten door de Utrechtse Hoeken met de grond gelijk gemaakt. Hij was de laatste wettige mannelijke afstammeling van deze tak van zijn geslacht. Er is vermoedelijk wel een aantal onwettige kinderen van hem. Hij was ook heer van een deel van Ekeren en Ettenhoven (Hoevenen). In Ekeren bevond zich eertijds een Hof van Oostervant.
Van einde 1421 tot begin 1423 speelde hij een belangrijke rol in het financiële beleid van het graafschap. In 1422-1423 was hij terzelfder tijd raadsheer van Jan van Beieren, officieel gouverneur van het graafschap, en na zijn dood, werd hij in 1425 door zijn opvolger Jan IV van Brabant benoemd tot ruwaard van Zeeland. Hij werd ook intendant van Tholen, ruwaard en grootkapitein van de landen van Voorde en Arkel, alsook kapitein van Haarlem. Op 13 januari 1426 streed hij aan de zijde van Philips de Goede bij het beleg van Brouwershaven, dat werd uitgevoerd door de vloot van Philips tegen de gezamenlijke troepen van Engeland en de Hoeken van Jacoba van Beieren, toen nog officieel gravin van Holland, Zeeland en Henegouwen. Hij redde Philips en werd door een pijl verwond. Philips zou hem na de strijd geridderd hebben.
Het hoogtepunt van zijn loopbaan was de periode 1426-1432. Op 21 maart 1426 werd hij, samen met zijn achterneef Hendrik II van Borselen door Philips benoemd tot generaal en groot kapitein van Zeeland. Op 25 december 1430 werd hij, samen met zijn twee achterneven Floris en Filips, pandhoudende schuldeiser van Holland, Zeeland, Friesland en Zevenbergen.
Hij stichtte in Sint-Maartensdijk in 1429 een college van kanunniken. Ook liet hij in de zuidwestelijke hoek van het kleine koor van de kerk de nog bestaande tombe oprichten boven het graf van zijn ouders. De zerk vertoonde oorspronkelijk de beelden van een geharnast ridder en zijn echtgenote, aan wier voeten een hond of een leeuw lag.
Kort voor zijn dood stichtte hij in de nabijheid van St. Maartensdijk, in de polder het Oudeland, het Kapoenhof, een bejaardeninrichting die ook als het St. Maartenshuis bekendstond.
Toen Philips van Bourgondië graaf van Holland en Zeeland was geworden en na zware strijd in 1428 uiteindelijk van de opstandige Jacoba van Beieren had gewonnen, was in het verdrag (zoen) van Delft bepaald ze haar titel mocht behouden, Philips haar erfgenaam werd en zij niet mocht hertrouwen zonder zijn toestemming. In opdracht van Philips hield de Kabeljauwse Frank van Borsele toezicht op haar. Toen ze in geldnood zat hielp hij haar en werden ze verliefd op elkaar. In de zomer van 1432 trouwden ze in het geheim. Toen Philips van het huwelijk hoorde, nam hij ogenblikkelijk Frank van Borsele gevangen. Hij wilde hem alleen vrijlaten onder de voorwaarde dat Jacoba volledig afstand zou doen van haar grafelijke rechten, hetgeen ze op 12 april 1433 deed in het Verdrag van Den Haag. Dit geheime huwelijk en deze reden voor de afstand van Jacoba's grafelijke rechten zijn een mythe. Er is geen bewijs voor. Officieel trouwden ze in 1434. Ze brachten samen nog enkele jaren door op het slot Teylingen in de buurt van Sassenheim. Maar al op 9 oktober 1436 stierf Jacoba, nog altijd kinderloos en berooid, aan de gevolgen van een teringachtige ziekte. De wens van Jacoba van Beieren te worden begraven in de kerk van Sint-Maartensdijk is niet ingewilligd. Zij werd begraven bij haar voorouders in de Hofkapel op het Binnenhof onder het koor in de kerk.
Frank van Borssele zou haar nog 34 jaar overleven en werd omwille van zijn loyaliteit aan de hertog beloond met het ridderschap in de (Bourgondische) Orde van het Gulden Vlies in 1445.
Frank zou niet opnieuw trouwen, maar zou wel met jonkvrouwe Margriete van Aersele, gestorven 5 maart 1496, de buitenechtelijke dochter van Daniel van Herzele, Heer van Lilaer, een zoon hebben verwekt: Floris Bastaert van Borssele (1459-1505), Heer van Kortgene, Emelisse, Denderleeuw en Pamele. Frank zelf stierf op 19 november 1470 in Den Briel.

## Afbeeldingen

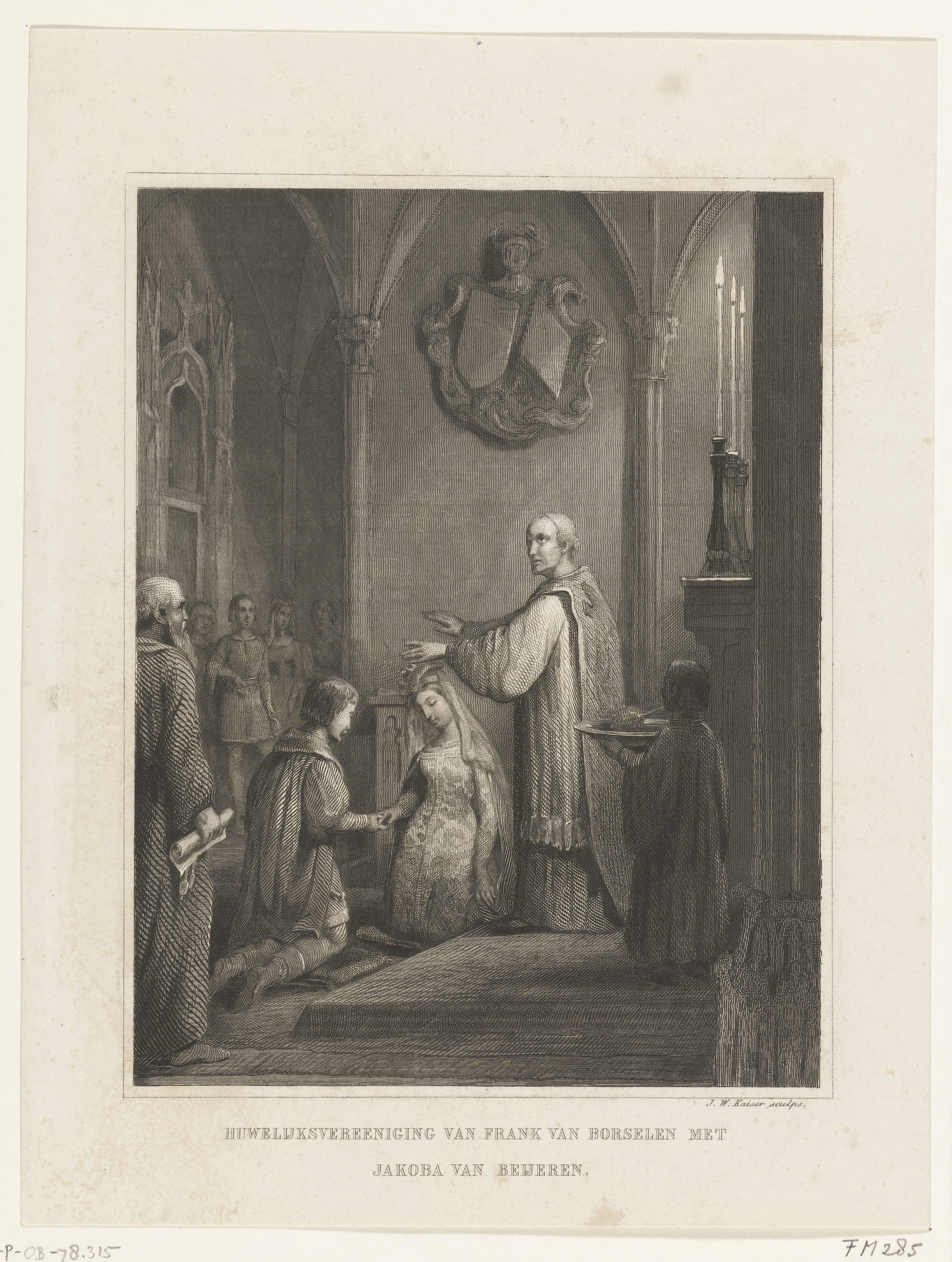
Huwelijk tussen Jacoba van Beieren en Frank van Borssele in 1434, gravure Johann Wilhelm Kaiser (1842).
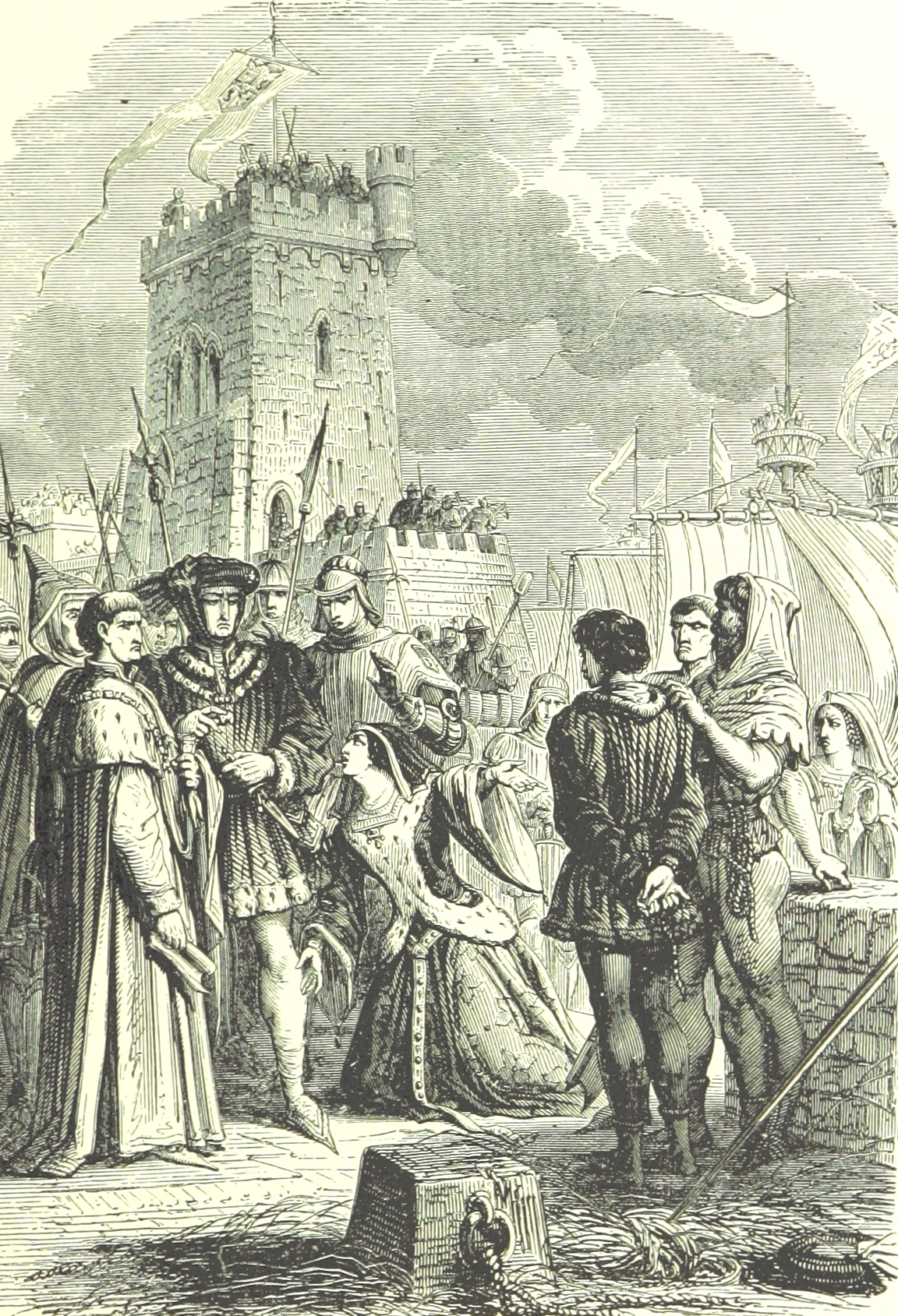
Jacoba van Beieren smeekt Filips de Goede om genade voor Frank van Borssele, tekening uit 1885.
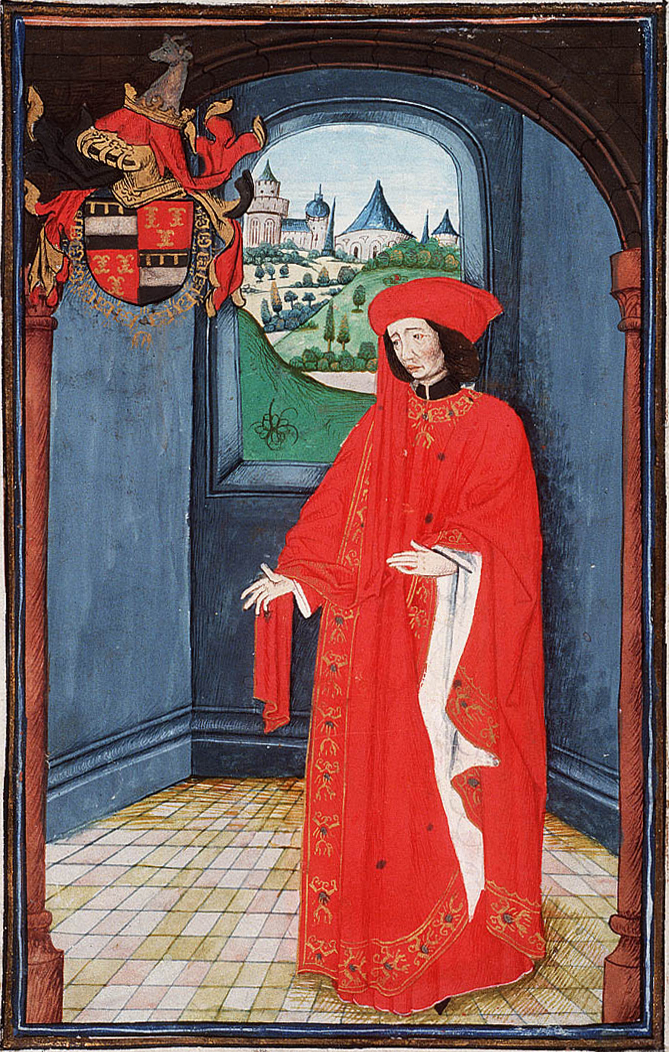
Frank van Borssele in het wapenboek van de Orde van het Gulden Vlies.